# الفتاة ذات وشم التنين
الفتاة ذات وشم التنين أو فتاة لا يحبها الرجال (العنوان الأصلي بالسويديه «الرجال الذين يكرهون النساء») هي رواية للكاتب والصحافي السويدي ستيج لارسون. هذا هو الكتاب الأول في ثلاثيته المعروفة باسم «سلسلة الألفية».
عند وفاته في نوفمبر 2004، ترك لارسون روايات ثلاثة غير منشورة تشكل ثلاثية. أصبحوا بعد وفاته من أفضل الكتب مبيعاً في العديد من الدول الأوروبية وكذلك في الولايات المتحدة. عندما كان عمره 15 عاما شهد لارسون جريمة اغتصاب جماعي لفتاة. ولم يسامح نفسه أبدا لأنه لم يتدخل لإنقاذ الفتاة، التي كان اسمها اليزابيث، مثل البطلة الشابة في كتبه، والتي هي أيضا ضحية اغتصاب، وهي التي ألهمت موضوع العنف الجنسي ضد النساء في كتبه.

## مقدمة
في الفصل 12 من الرواية، كتب لارسون، «انها في الواقع قضية رائعة. ما هو معروف على ما أعتقد بلغز الغرفة المغلقة على جزيرة. لا شئ في التحقيق يبدو أنه يتبع المنطق العادي. كل الاسئلة مازالت مطروحة، وكل فكرة تقود إلى طريق مسدود».
و في القصة يمدنا الكاتب بشجرة عائلة تشرح العلاقات بين خمسة أجيال من عائلة فانجر. وباستثناء هدستاد، تجري أحداث الرواية في مدن سويدية حقيقية. ومجلة الألفية الواردة في الكتب لها خصائص مماثلة لمجلة لارسون، المعرض، التي كانت أيضا تمر بصعوبات مالية.

## ملخص القصة
في ديسمبر 1987، خسر ميكائيل بلومكفست، ناشر المجلة السياسية السويدية «الألفية»، قضية تشهير تنطوي على ادعاءات حول الملياردير الصناعي هانز-إريك ونرستروم. وحكم عليه بالسجن لمدة ثلاثة أشهر، وأمر بدفع تعويضات ضخمة. بعد ذلك بوقت قصير، دعى لمقابلة هنريك فانجر، الرئيس التنفيذي المتقاعد لشركة فانجر، غير مدرك ان فانجر قد كلف بالتحقيق في ماضى بلومكفست الشخصي والمهني. وقد وجهت له هذه الدعوة عن طريق ليزبيث سالاندر، عميلة المراقبة في شركة ميلتون الأمنية.
وعد بلومكفست مكافأة مالية كبيرة وأدلة دامغة ضد ونرستروم، في مقابل كتابتة لتاريخ أسرة فانجر. فانجر يعتقد أن إحدى بنات إولاد إعمامه، هارييت، قتلها أحد أفراد العائلة منذ 36 سنة. فانتقل بلومكفست للعيش في ممتلكات فانجر وبدأ بحثه في تاريخ العائلة واختفاء هارييت.
سالاندر كانت تعتبر غير اجتماعية ولا تتمتع بالأهلية القانونية منذ كانت طفلة، ولذا فقد وضعت تحت رعاية وصي قانوني هو هولجر بالمجرن الذي أصيب بسكتة دماغية. الوصي الجديد عليها، نيلز بيورمان، كان سادي النزعة وكان يستخدم موقعه في الاعتداء عليها جنسيا في مقابل أن يمكنها من الوصول إلى أموالها الخاصة. بعد أن اغتصبها، سالاندر ثأرت منه بتعذيبه وتهديده بالدمار إلا إذا أعطها سيطرة كاملة على حياتها.
اكتشف بلومكفست أن سالاندر تسللت إلى جهاز الكمبيوتر الخاص به، فأقنعها بمساعدته في البحث في قصة اختفاء هارييت. وبدأوا معا في الاشتباه أنهم يتعقبون سفاح. وبالرغم من أنهما بدأ علاقة جنسية سويا، إلا أن سالاندر رفضت أن تكون علاقتهما عاطفية أيضا. اكتشف بلومكفست ان القاتل هو مارتن فانجر، الذي قال له ان والده بدأ معه طقوس استهلال عندما كان مراهقا وأعترف بقتل العشرات من النساء، لكنها نفي قتل شقيقته. وأخذ مارتن بلومكفست سجينا وكان على وشك قتله ولكن سالاندر وصلت في الوقت المناسب لإنقاذه. فحاول مارتن الهرب، ولكن أثناء المحاولة صدم بسيارته، وجها لوجه، شاحنة على الجانب الخطأ من الطريق، ومات داخلها محترقا.

## روابط خارجية
- الفتاة ذات وشم التنين على موقع الموسوعة البريطانية (الإنجليزية)